# شنل‌پوش سرسفید
کپوچین سرسفید (نام علمی: Cebus capucinus) نام یک گونه از زیرخانواده میمون کپوچین است.